# Dinah Silveira de Queiroz
Dinah Silveira de Queiroz (São Paulo, 9 de novembro de 1911 — Rio de Janeiro, 27 de novembro de 1982) foi uma romancista, contista e cronista brasileira, e segunda mulher a ingressar para a Academia Brasileira de Letras.
Sua obra mais conhecida é o romance A Muralha, escrito em homenagem às festas do IV Centenário da fundação de São Paulo. Outras obras de destaque são Floradas na Serra, Os Invasores e Margarida La Rocque, obra que marca a incursão inicial da autora na ficção científica. 

## Biografia
Dinah nasceu na cidade de São Paulo em 1911, filha de Alarico da Silveira, advogado, político e autor da Enciclopédia Brasileira e de Dinorá Ribeiro, sobrinha de Valdomiro Silveira, um dos precursores do regionalismo brasileiro. Sua família descende de uma linhagem que conta com vários nomes ilustres nos meios intelectuais brasileiros, tais como: o escritor regionalista Valdomiro Silveira e o poeta e filólogo Agenor Silveira (ambos tios de Diná), o contista e teatrólogo Miroel Silveira, a novelista Isa Leal, o poeta Cid Silveira, o tradutor Brenno Silveira e o editor Ênio Silveira – todos primos dela.
Ainda muito jovem ficou órfã de mãe, indo morar com sua tia-avó Zelinda. Diná e a irmã, Helena Silveira, estudaram no Colégio Les Oiseaux, onde ambas iniciaram suas atividades como escritoras. Aos 19 anos, casou-se com o advogado e literato Narcélio de Queirós (primo da escritora Rachel de Queiroz), com quem teve duas filhas: Zelinda e Léa.
Sua estreia em livro se deu em 1939 com o premiado romance Floradas na Serra, que teve enorme êxito entre os leitores. Em comemoração aos quatrocentos anos da fundação de São Paulo, Diná publicou em 1954 o romance A Muralha. Este e Floradas na Serra tornaram-se seus trabalhos mais conhecidos pelas numerosas adaptações ao cinema e televisão.
Além do romance histórico e mimético, fez incursões também pelo insólito ficcional. Por exemplo, dentro do gênero fantástico publicará o romance Margarida La Rocque (1949). É considerada uma das pioneiras na ficção científica no Brasil, com a publicação de dois livros de contos: Eles herdarão a Terra (1960) e Comba Malina (1969), ambos pertencentes à Primeira Onda da Ficção Científica Brasileira.
Participou, ainda, ativamente do rádio, com crônicas veiculadas na Rádio MEC e Rádio Nacional – o programa Quadrante foi veiculado de 1961 a 1964 com crônicas de escritores interpretadas pelo ator Paulo Autran. Algumas crônicas selecionadas foram publicadas em livros: Quadrante 1 (1962), Quadrante 2 (1963) e Café da manhã (1969).
Encontra-se colaboração da sua autoria na revista luso-brasileira Atlântico.

### Últimos anos

Dinah, juntamente com Rachel de Queiroz - as duas primeiras mulheres a ingressarem na ABL.

Em 1961, ficou viúva de seu primeiro marido. Em 1962, foi nomeada Adido Cultural da Embaixada do Brasil em Madri, na Espanha; pouco tempo depois, casou-se com o diplomata Dário Moreira de Castro Alves e partiu com o marido para Moscou, na, então, União Soviética. Nesse período, escrevia crônicas que foram, posteriormente, publicadas no volume Café da Manhã, de 1969. Em 1964 retorna ao Brasil, mas parte de novo para a Europa em 1966, fixando residência na Itália.

### Morte
Dinah falece em 27 de novembro de 1982, na cidade do Rio de Janeiro, aos 71 anos.

## Academia Brasileira de Letras
A historiografia marca sua atuação como fundamental para a entrada de mulheres nos quadros da entidade. Tornou-se a segunda mulher a ocupar uma cadeira (a sétima ocupante da cadeira sete, cujo patrono é Castro Alves) na Academia Brasileira de Letras, em sucessão a Pontes de Miranda, tendo sido recebida em 7 de abril de 1981, mesmo ano da publicação de seu último trabalho, o romance Guida, Caríssima Guida.

## Adaptações
Tanto Floradas na Serra como A Muralha ganharam adaptações para o cinema e para a televisão, com muito sucesso.
Floradas na Serra foi filmado em 1953 pelo estúdio Vera Cruz, com direção do italiano Luciano Salce e estrelado por Cacilda Becker e Jardel Filho. Na televisão, houve duas adaptações. Uma na TV Cultura, de São Paulo, em 1981, na série “Teleromance”, com Bete Mendes e Amaury Alvarez, e a outra no início da década de 1990, na TV Manchete, com as atuações de Carolina Ferraz, Marcos Winter, Myrian Rios e Tarcísio Filho.
Já A Muralha foi adaptada para a televisão em cinco oportunidades. As primeiras três foram: no ano de lançamento do livro, em 1954, para a TV Record; em 1958 para a TV Tupi e em 1961 para a TV Cultura por Benjamin Cattan e Raul Roulien. Em 1968, Ivani Ribeiro faz uma adaptação com grande elenco para a TV Excelsior com 216 capítulos. A última adaptação, em 2000, é de Maria Adelaide do Amaral, uma das minisséries mais caras da TV Globo.

## Prêmios
Dinah foi laureada com vários prêmios literários. Em 1940, recebeu o Prêmio Antônio de Alcântara Machado da Academia Paulista de Letras pelo romance Floradas na Serra. Em 1958, recebeu o Prêmio Afonso Arinos da Academia Brasileira de Letras pelo volume de contos As Noites do Morro do Encanto (1957). Em 1954, o Prêmio Machado de Assis, pelo conjunto de sua obra, sendo a primeira mulher a receber essa premiação pela Academia Brasileira de Letras. Em 1969, o prêmio Prefeitura do Distrito Federal por seu romance Verão dos Infiéis (1968).

## Obras

Posse de Dinah Silveira de Queiróz na Academia Brasileira de Letras em 1981.

Segue-se lista de obras, organizada pelo ano de publicação da primeira edição.
- 1939 - Floradas na Serra, romance
- 1941 - A Sereia Verde, contos
- 1949 - Margarida La Rocque, romance
- 1951 - As Aventuras do Homem Vegetal, infantil
- 1954 - A Muralha, romance
- 1956 - O Oitavo Dia, teatro
- 1957 - As Noites do Morro do Encanto, contos
- 1960 - Era Uma Vez Uma Princesa, biografia
- 1960 - Eles Herdarão a Terra, contos
- 1965 - Os Invasores, romance
- 1966 - A Princesa dos Escravos, biografia
- 1968 - Verão dos Infiéis, romance
- 1969 - Comba Malina, contos
- 1969 - Café da Manhã, crônicas
- 1974 - Eu Venho, Memorial do Cristo I
- 1977 - Eu, Jesus, Memorial do Cristo II
- 1979 - Baía de Espuma, infantil
- 1981 - Guida, Caríssima Guida, romance

### Em colaboração
- 1949 - O Homem das 3 Cicatrizes, novela[9]
- 1960 - Antologia Brasileira de Ficção-científica, conto
- 1961 - Histórias do Acontecerá, conto
- 1962 - O Mistério dos MMM, romance
- 1962 - Quadrante 1, crônicas
- 1963 - Quadrante 2, crônicas